# 赫里什基夫卡 (哈爾科夫州)
49°39′55″N 36°9′27″E / 49.66528°N 36.15750°E
赫里什基夫卡（烏克蘭語：Гришківка）是位於烏克蘭東部的村莊，由哈爾科夫州丘胡伊夫区的茲米伊夫市鎮負責管轄。該村，始建於1685年，面積0.15平方公里，海拔高度149米，2001年人口7，人口密度每平方公里46.7人。